# Паршяжярис
Па́ршяжярис (Паршежерис, Паршэжерис; устар. Паршас; лит. Paršežeris) — озеро на севере Шилальского района Литвы. Располагается в 4 км северо-восточнее местечка Лаукува на территории Лаукувского староства. Относится к бассейну Венты.
Озеро округлой формы, вытянуто в субмеридиональном направлении. Находится на высоте 157,2 м над уровнем моря. Площадь озера составляет 1,934 км², длина 1,9 км, ширина до 1,1 км. Наибольшая глубина — 4,4 м, средняя глубина — 2,6 м. Береговая линия слабоизвилистая, протяжённостью 6,23 км. Озёрная котловина с террасированными склонами, ледникового происхождения. Площадь водосборного бассейна — 29 км². Сток из Паршяжяриса идёт по Сетуве на север в соседнее озеро Лукштас.